# Brandon Jefferson
Brandon Jefferson, né le 25 novembre 1991 à Flower Mound au Texas, est un joueur américain de basket-ball. Il évolue au poste de meneur.

## Biographie
En août 2021, Jefferson s'engage avec l'Élan béarnais Pau-Lacq-Orthez, club de première division française, pour deux saisons.
Il réalise une très bonne saison, individuellement et collectivement. Jefferson termine meilleur marqueur du championnat avec 18,2 points de moyenne par rencontre et Pau atteint les demi-finales des playoffs et remporte la coupe de France.
En juin 2022, Jefferson s'engage avec le Tianjin Pioneers, club chinois de première division.
Le 18 décembre 2024, il revient en France en s'engageant avec la JL Bourg-en-Bresse,.

## Clubs successifs
- 2014-2015 :  KTP Basket (Korisliiga)
- 2015-2016 :  Phoenix Hagen (en) (Basketball-Bundesliga)
- 2016-2017 :  Union Olimpija (SKL)
- 2017-2018 :  Pallacanestro Trapani (LegaDue)
- 2018-2020 :  Orléans Loiret Basket (Pro B puis Jeep Élite)
- 2020-2021 :  SIG Strasbourg (Jeep Élite)
- 2021-2022 :  Élan béarnais Pau-Lacq-Orthez (Betclic Élite)
- 2022-2023 :  Tianjin Pioneers (CBA)
- 2023 :  Shaanxi Wolves (en) (LNB (en))
- 2023-2024 :  Dinamo Basket Sassari (LegA)
- 2024-2025 :  JL Bourg (Betclic Élite)

## Palmarès
- Vainqueur des playoffs d'accession Pro B 2019
- Coupe de France : 2022
- MVP de Pro B lors de la saison 2018-2019
- MVP des finales de Playoffs d’accession Pro B 2019
- meilleur marqueur du championnat de France 2022
- Champion de Slovénie 2017

## Récompenses
- MVP de Pro B 2019
- MVP des finales SKL 2017
- Joueur de l'année NABC 2014 (NCAA II)